# Power Loom

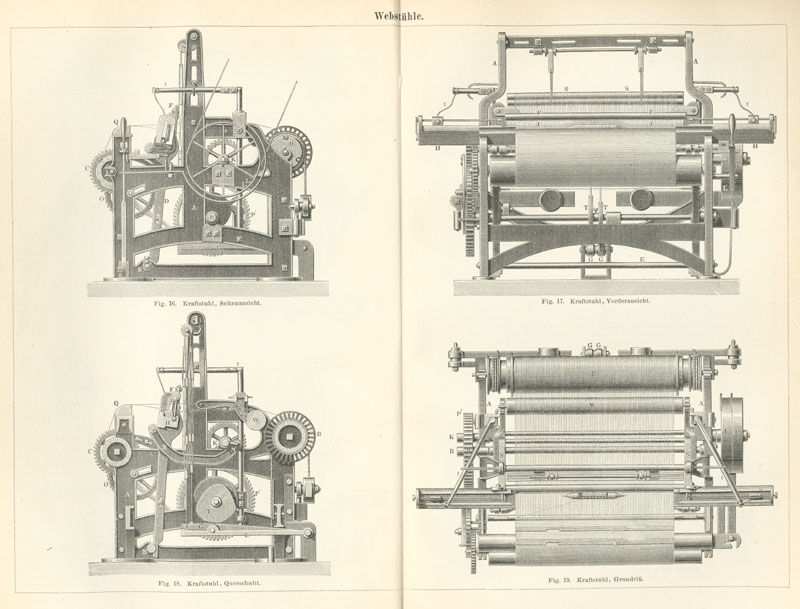
Abbildungen von Power Looms aus Meyers Konversationslexikon.

Der Power Loom, deutsch Kraftstuhl, ist eine 1784 von Edmund Cartwright erfundene Webmaschine mit einem Antrieb durch eine Kraftmaschine. Der Power Loom war die erste dampfkraftbetriebene Webmaschine und die erste automatische Webmaschine für breite Gewebe überhaupt. Es handelte sich um eine Schützenwebmaschine: Das Weberschiffchen wurde an seinen Enden verstärkt und hieß fortan Schützen. Das Prinzip war jedoch das gleiche wie bei den Handwebstühlen, es handelte sich vielmehr um eine Weiterentwicklung des Schnellschützen-Webstuhls, den John Kay 1733 erfunden hatte.
Das Heben und Senken der Kettfäden zum Öffnen eines Faches, die Bewegung des Schützen und das Anschlagen des Schussfadens mit dem Webblatt erfolgte neu über Exzenter und Nocken. Während beim Handwebstuhl das Webblatt an einem Bügel – Lade genannt – hing, erfolgte der Antrieb des Blattes, der Schäfte und des Schützen der Power Loom zentral von unten.
Nachdem die Spinnerei bereits weitgehend automatisiert worden war, musste auch das Weben automatisiert werden. Dem Power Loom war jedoch keine so schnelle Verbreitung beschieden wie der Spinning Jenny oder der Spinning Mule. Die Gesellschaft und namentlich der webende Teil davon fürchtete zu Recht, dass die Automatisierung der Königsdisziplin in der Textilherstellung ihre Arbeitsplätze überflüssig machen würde. Die ersten industriellen Webereien fielen dann auch dem Maschinensturm zum Opfer, John Kay wurde fast ermordet. Erst in der ersten Hälfte des 19. Jh. setzten sich die Webmaschinen durch, nachdem ihre Produktivität gegenüber der ersten Power Loom vervielfacht und die Prozesse in der Webereivorbereitung auch rationalisiert worden waren.
Power Loom war bis vor einigen Jahrzehnten in der englischen Sprache ein Synonym für Webmaschine. Heute wird es nur noch in Asien vereinzelt so verwendet, im Westen spricht man jetzt bei Webmaschinen von weaving machine oder loom.